# Església de Crist Redemptor
L’Església de Crist Redemptor és una església parroquial catòlica a Bakú, la capital d'Azerbaidjan (carrer Teymur Aliyev, 69/B/1). Inclou la Capella de Crist Redemptor, ubicada en una casa privada comprada per salesians, i també posseeix una biblioteca. L'església també manté el Ministeri Social Parroquial. L'Actual rector és el Pare Slavko Shvigra. Quan es va acabar el nou edifici de l'Església de la Immaculada Concepció de la Mare de Déu, els principals serveis de l'església hi han estat traslladats. Avui dia la capella és un lloc de servei dels salesians, que viuen al mateix edifici.